# Colobothea punctata
Colobothea punctata är en skalbaggsart som beskrevs av Aurivillius 1902. Colobothea punctata ingår i släktet Colobothea och familjen långhorningar. Inga underarter finns listade i Catalogue of Life.